# Transformator głośnikowy

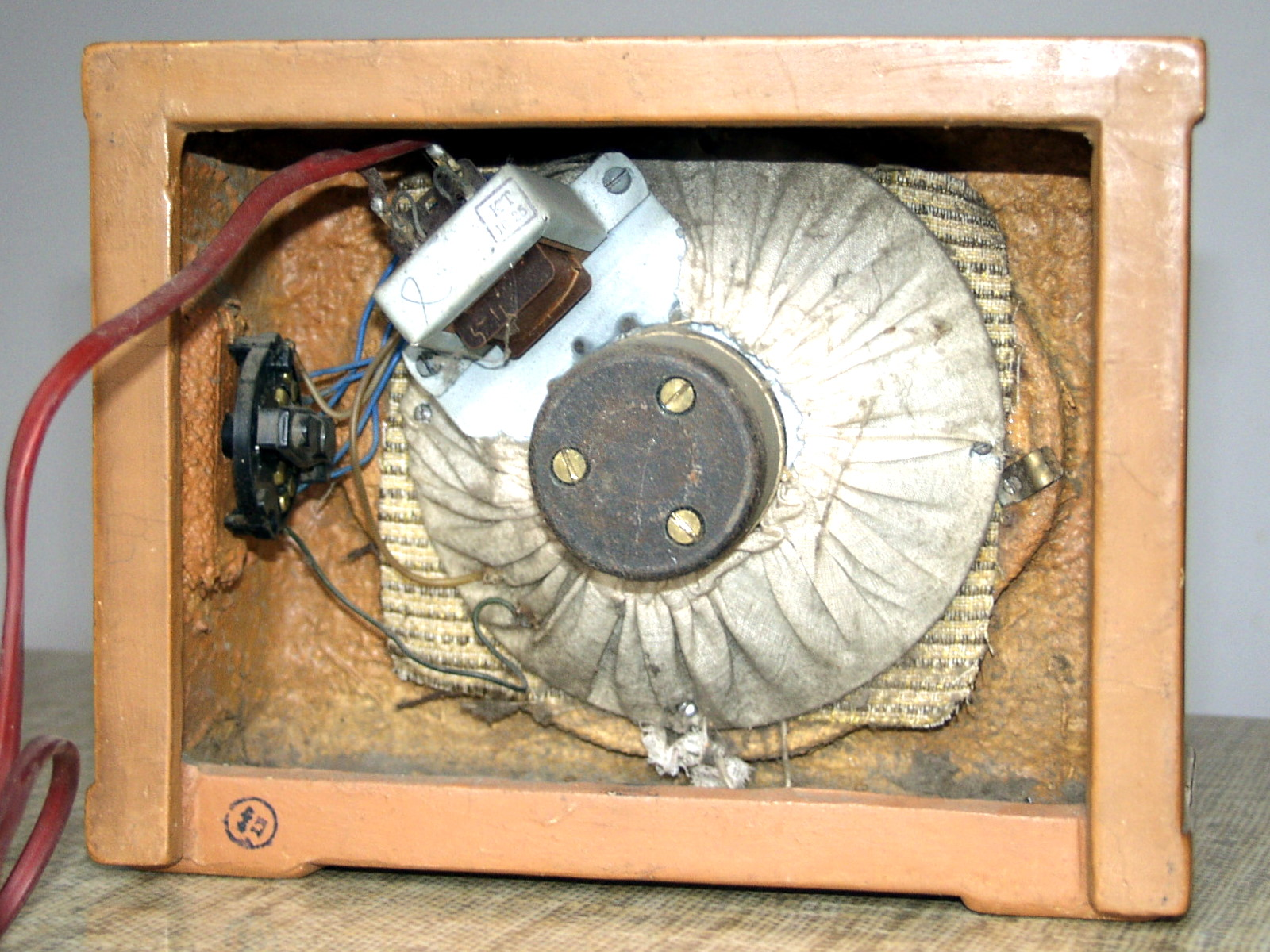
Wnętrze głośnika radiowęzłowego: głośnik z transformatorem

Transformator głośnikowy – transformator dopasowujący impedancję głośnika (z reguły niską) do impedancji obwodów wyjściowych wzmacniacza elektroakustycznego (zazwyczaj wysokiej). Powszechnie stosowany we wzmacniaczach lampowych.

## Konstrukcja
W transformatorze głośnikowym konstrukcję i materiał magnetyczny rdzenia dobiera się tak, by ograniczyć nieliniowość wynikającą z histerezy materiału rdzenia, a także zmniejszyć pojemność międzyuzwojeniową oraz indukcyjność uzwojeń.
W przypadku układów SE (Single Ended), czyli takich w których sygnał wzmacniany jest przez pojedynczy element wzmacniający kolejno w każdym stopniu, w rdzeniu stosuje się szczelinę powietrzną, aby zmniejszyć zjawisko podmagnesowywania rdzenia przez składową stałą prądu anodowego. Istnieje możliwość wykonania transformatora bez szczeliny powietrznej dla układu SE, lecz wymaga to użycia bardzo dużego rdzenia, który nie nasyci się pracując bez szczeliny.
Dla układów PP (wzmacniacze przeciwsobne) nie trzeba stosować rdzeni ze szczeliną powietrzną, ponieważ składowe stałe prądów anodowych w uzwojeniu pierwotnym transformatora znoszą się.

## Podsumowanie
Transformatorowa metoda sprzęgania z obciążeniem ma szereg wad: ograniczenie pasma częstotliwości, duże wymiary i masa, także koszt. We współczesnych konstrukcjach odchodzi się więc od tej metody, na rzecz sprzęgania bezpośredniego lub (dla niedużych mocy) pojemnościowego.